# Wagenberg (Berg)
Der Wagenberg ist ein 535,7 m ü. NHN hoher, in Nord-Süd-Richtung gestreckter bewaldeter Bergrücken im Landkreis Bergstraße im Odenwald. Der steil abfallende Westteil liegt in der Gemarkung  Fürth und der Ostteil in der Gemarkung Hammelbach.
An seinem Ostabhang entspringen die Weschnitz und der Ulfenbach, der auch als Hammelbach bezeichnet wird.